# Avondmaal in Emmaüs (Caravaggio, Londen)
Avondmaal in Emmaüs (Italiaans: Cena in Emmaus) is een schilderij van de Italiaanse kunstschilder Caravaggio, in opdracht van diens mecenas Ciriaco Mattei geschilderd in 1601, olieverf en tempera op linnen, 141 × 196,2 centimeter groot. Het toont Jezus Christus die het avondmaal zegent, een tafereel uit het paasverhaal van de Emmaüsgangers. Het schilderij behoort tot de collectie van de National Gallery te Londen.

## Emmaüsgangers
Het evangelie volgens Lucas beschrijft dat na de kruisiging en graflegging van Jezus twee van zijn discipelen van Jeruzalem naar het naburige plaatsje Emmaüs gingen. Onderweg sloot zich een vreemdeling bij hen aan die met hen over de Heilige Schrift sprak en hen berispte over hun aarzelende geloof. Pas in de avond, bij het avondmaal in een herberg te Emmaüs, kregen ze door wie de vreemdeling eigenlijk was, toen hij dezelfde gebaren maakte die Christus had gemaakt tijdens het laatste avondmaal, voordat hij werd aangehouden en gekruisigd: "En het geschiedde, als Hij met hen aanzat, nam Hij het brood, en zegende het, en als Hij het gebroken had, gaf Hij het hun. En hun ogen werden geopend, en zij kenden Hem; en Hij kwam weg uit hun gezicht" (Lukas 24:30-31).

## Afbeelding

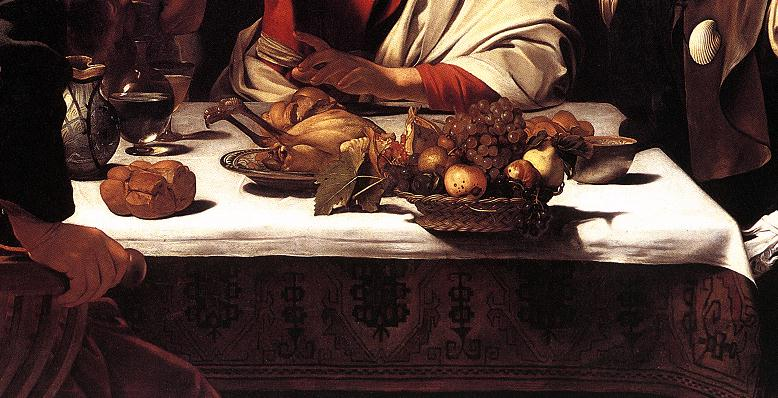
Stilleven op de tafel.

Caravaggio legt het tafereel in Emmaüs vast precies op het moment van het ontwakend besef bij de discipelen. Het is het ogenblik waarop Christus het brood zegent, zoals dat later zou uitgroeien tot een centrale handeling in de katholieke liturgie. De verbijstering van beide discipelen spreekt vooral uit hun gebaren. De ene spreidt verrast zijn armen, de andere schiet uit zijn stoel overeind. Het licht is hen letterlijk opgegaan. Alleen de herbergier, die niet op de hoogte is van de voorgeschiedenis, staat er redelijk onbewogen, hooguit wat nieuwsgierig bij, terwijl het lichtschijnsel dat op Jezus valt (clair-obscur) ook hem bestraalt. Enkele ogenblikken later zal de verschijning van de herrezen Christus voor hun ogen verdwijnen.
Caravaggio versterkt de bijzonderheid van het moment door de hem kenmerkende accentuering van de lichtinval, die vanuit een onzichtbare lichtbron komt. Daarbij probeert hij ook duidelijk in andere opzichten te imponeren. Hij overdrijft het perspectief en de verkorting van de uitgestrekte armen van de discipel rechts en laat de stoel van de discipel links (Kleopas) oversnijden door de beeldrand. Het nauwkeurige realisme waarmee hij het stilleven schildert en de illusionistische wijze waarop het mandje uitsteekt in de werkelijke wereld van de toeschouwer krijgen de schijn van iets bovennatuurlijks. Het hoofd van Christus wordt door de schaduw van de herbergier omringd als door een aureool. Daarbij valt op dat Caravaggio Christus schildert zonder baard, waar dat in die tijd volstrekt ongebruikelijk was in de Westerse beeldende kunst. De idealisering van zijn gelaat steekt nadrukkelijk af tegen de levensechte zorgvuldig getekende uitbeelding van de rimpels bij de discipelen en de levensechte uitbeelding van herbergier, die de link legt naar het gewone leven. De kracht van het werk zit daarmee in de suggestie van het bovennatuurlijke binnen een voor die tijd uitermate levensechte, dicht bij de dagelijkse realiteit staande schildering.

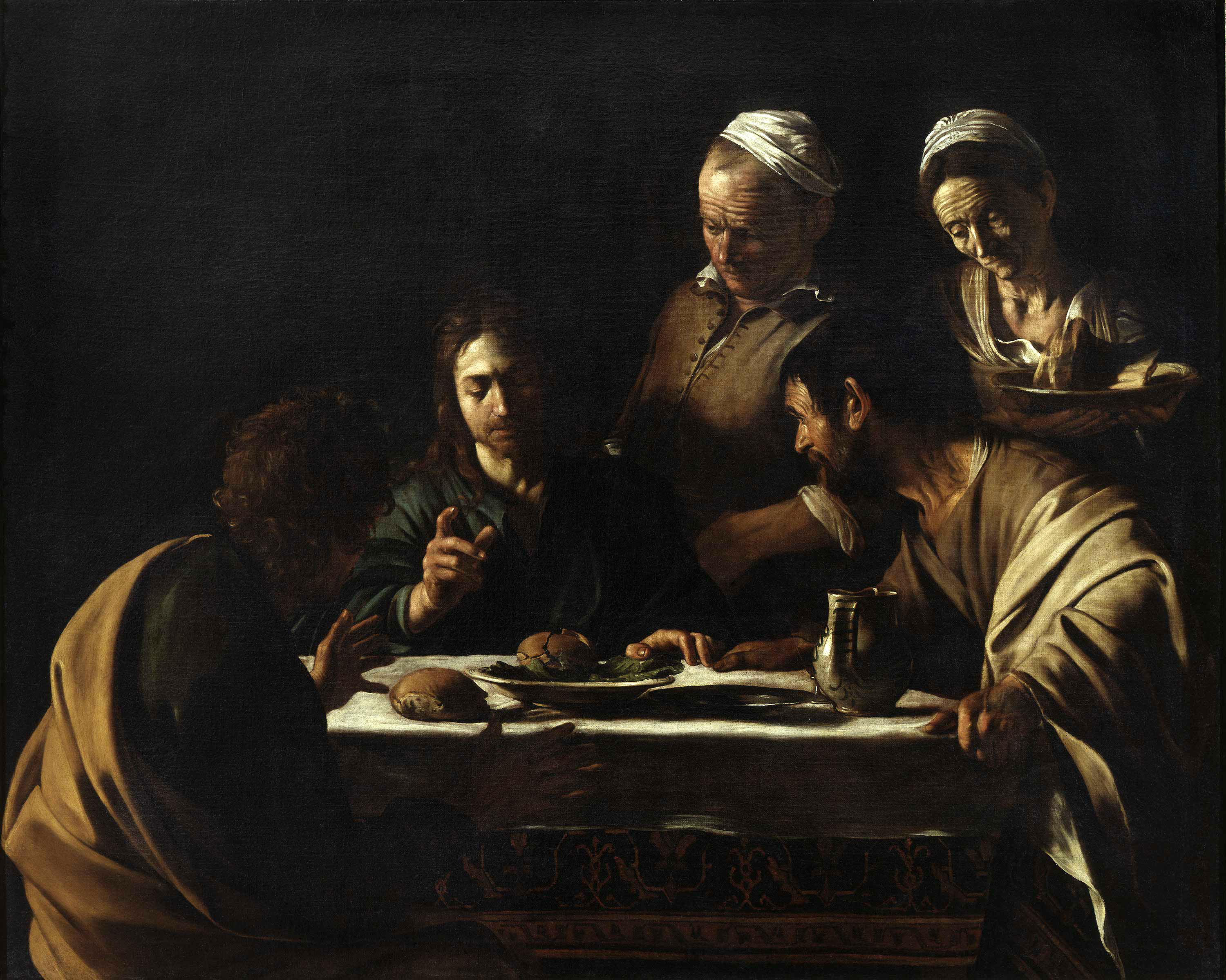
Versie uit 1606, Brera-academie, Milaan

## Tweede versie
In 1606 schilder Caravagio nog een tweede versie van het avondmaal te Emmaüs, in opdracht van de familie Colonna te Palestrina, waar hij naartoe was gevlucht nadat hij te Rome gezocht werd voor moord. Dit werk, 141 × 175 cm groot, bevindt zich thans in de Accademia di belle arti di Brera te Milaan. De kleurstelling is meer gedempt en er ligt minder nadruk op het dramatisch effect.
Caravaggio's versie uit 1606 werd in 1936 door de Nederlandse schilder en meestervervalser Han van Meegeren als uitgangspunt gebruikt voor een werk met hetzelfde thema in de stijl van Johannes Vermeer. Van Meegeren presenteerde het vervolgens via zijn vriend Gerard Boon als een echte Vermeer. Nadat de Nederlandse kunstkenner Abraham Bredius het werk ook als zodanig erkende werd het voor meer dan 500.000 gulden verkocht aan de Vereniging Rembrandt en gedoneerd aan het museum Museum Boijmans Van Beuningen, waar het nog steeds is te zien.